# Just Philippot
Just Philippot (París, 18 de febrer de 1982,és un director de cinema francès.

## Biografia
Abans de fer diversos curtmetratges, Just Philippot va estudiar a la Universitat de Paris-VIII on va obtenir un màster en cinema l'any 2007. Allà va conèixer el director de fotografia Pierre Dejon, amb qui treballaria en la majoria de les seves pel·lícules. Després d'una fantàstica faula, À minuit ici tout s'arrête, Just Philippot va coescriure i dirigir Ses souffles, un drama naturalista sobre una mare i la seva filla. El curtmetratge va guanyar premis en nombrosos festivals i va ser finalista per als Premis César. La propera pel·lícula del director és un documental de creació en forma de retrat del seu germà discapacitat Gildas. Va ser només el 2018, amb el curtmetratge Acide, que Just Philippot va trobar una vena més fantàstica, en forma d'aquesta escapada quasi en temps real que es va notar en molts festivals (sobretot el Festival de Cinema de Sundance) i novament preseleccionat per als César.
El seu primer llargmetratge, La Nuée (basat en un guió de Jérôme Genevray i Franck Victor), va ser seleccionat al 73è Festival Internacional de Cinema de Canes com a part de la Setmana de la Crítica. Molt ben rebuda per la premsa, la pel·lícula va ser seleccionada aleshores per al Festival Internacional de Cinema Fantàstic de Gérardmer on va guanyar premis del públic i de la crítica. Aquesta recepció ha valgut a Just Philippot el títol d' "un dels mestres d'un nou cinema francès anomenat gènere". Després d'un llançament previst per al novembre de 2020, La Nuée finalment s'estrenarà als cinemes de França el 2021, amb una distribució mundial a Netflix. Paral·lelament, el director va continuar escrivint el seu segon llargmetratge, Acide, recolzat uns mesos abans per l'ajuda al cinema de gènere del Centre national du cinéma et de l'image animée. Aquest llargmetratge es presenta al 76è Festival Internacional de Cinema de Canes, com a part de les "Projeccions de mitjanit", abans d'estrenar-se als cinemes al setembre.
Just Philippot dirigeix a partir d'abril de 2023, per a HBO France, una sèrie inicialment titulada La Mythomane du Bataclan inspirada en l'obra d'Alexandre Kauffmann publicada per Goutte d'Or Editions el 2021. Finalment va prendre el títol d’Une amie dévouée uan es va emetre a la Plataforma Max l'octubre de 2024 amb Laure Calamy en el paper principal.

## Filmografia

### Cinema
Curtmetratges
- 2011 : À minuit, ici tout s'arrête
- 2015 : Ses souffles
- 2016 : Gildas a quelque chose à nous dire
- 2018 : Acide

Llargmetratges
- 2020 : La Nuée
- 2023 : Acide
- 2024 : Une amie dévouée (telenovel·la)